# Cyclothone signata
Cyclothone signata és una espècie de peix catalogada a la família dels gonostomàtids inofensiva per als humans.
Es troba al Pacífic oriental (el mar de Bering, la Colúmbia Britànica -el Canadà- i el golf de Panamà), Xile i l'Índic.
És un peix marí, epipelàgic, mesopelàgic i batipelàgic que viu entre 16 i 4.938 m de fondària (normalment, entre 100 i 800). Pot arribar a fer 3 cm de llargària màxima. 13-14 radis tous a l'aleta dorsal i 18-20 a l'anal. 30-32 vèrtebres. És ovípar amb larves i ous planctònics.